# Huamanmarca (La Convención)
Huamanmarca (posiblemente del quechua waman falco, marka villa; también deletreado Huamanmarka o Wamanmarka) es un sitio arqueológico de la civilización incaica, su área esta en la margen derecha del río lucumayo en Perú. Políticamente está ubicado en el distrito de Huayopata, provincia de La Convención, en el departamento del Cuzco.